# Козјак над Песницо
Козјак над Песницо (словен. Kozjak nad Pesnico) је насељено место у општини Кунгота, Подравска регија, Словенија.

## Историја
До територијалне реорганизације у Словенији био је у саставу старе општине Песница.

## Становништво
У попису становништва из 2011. године, Козјак над Песницо је имао 602 становника.
| Број становника према пописима | Број становника према пописима | Број становника према пописима |
| ------------------------------ | ------------------------------ | ------------------------------ |
| 1991                           | 2002                           | 2011                           |
| 607                            | 560                            | 602                            |

Напомена: До 1955. исказивано под именом Козјак.